# Ramiz Jaraisy
Ramiz Jaraisy (en arabe : رامز جرايسي, en hébreu : ראמז ג'ראיסי), né le 24 octobre 1951, est un homme politique arabe israélien et ancien maire de Nazareth. Il est diplômé d'un Baccalauréat universitaire ès sciences de Génie mécanique en 1973 ainsi que d'une Maîtrise universitaire ès sciences en Génie civil en 1978, les deux provenant du Technion.

## Source de la traduction
- (en) Cet article est partiellement ou en totalité issu de l’article de Wikipédia en anglais intitulé « Ramiz Jaraisy » (voir la liste des auteurs).